# The Stars (Are Out Tonight)
"The Stars (Are Out Tonight)" é uma canção do músico britânico David Bowie; a faixa foi lançada como segundo single do álbum The Next Day. O videoclipe oficial da canção foi lançado em 25 de fevereiro de 2013 e, no dia seguinte, o single.
A arte do single é uma imagem do pintor Egon Schiele, criada por Al Farrow em 1990.

## Composição e recepção
De acordo com Eric B. Danton da Rolling Stone, "a música começa com um ritmo lento e pesado e uma guitarra gutural que se dissolvem em uma linha de baixo pulsante, coberta por fragmentos de guitarra e sintetizadores atmosféricos, com um efeito reminiscente dos clássicos de Bowie".
Andrew Trendell do Gigwise descreveu a música como um "roque clássico feroz, mas vibrante, no estilo do material brilhante de 'Scary Monsters (And Super Creeps)'" enquanto o crítico da Billboard, Eric B. Danton, interpretou-a como "um retorno ao rock alternativo para Bowie".

## Charts
| Chart (2013)                                           | Pico posição |
| ------------------------------------------------------ | ------------ |
| Bélgica (Ultratip Bubbling Under Flanders)             | 9            |
| Bélgica (Ultratip Bubbling Under Wallonia)             | 16           |
| Canada Rock (Billboard)                                | 47           |
| Países Baixos (Single Top 100)                         | 88           |
| Israel (Media Forest)                                  | 9            |
| Irlanda (IRMA)                                         | 89           |
| Japão (Japan Hot 100)                                  | 47           |
| Japão Quente No Exterior (Billboard)                   | 7            |
| México Ingles Airplay (Billboard)                      | 36           |
| Solteiros do Reino Unido (OCC)                         | 102          |
| Canções alternativas para adultos dos EUA (Billboard)  | 21           |
| Rock quente e canções alternativas dos EUA (Billboard) | 29           |

## Créditos
- David Bowie: vocais principais, violão
- Gail Ann Dorsey: baixo, vocais de apoio
- Janice Pendarvis: vocais de apoio
- Gerry Leonard: guitarra
- David Torn: guitarra
- Tony Visconti: arranjo de cordas, flauta doce
- Zachary Alford: bateria